# سیارک ۲۶۸۲۴۲
سیارک ۲۶۸۲۴۲ (به انگلیسی: 268242 Pebble، نامگذاری:2005JW1)۲۶۸۲۴۲مین سیارک کشف شده‌است که در ۰۴ مه ۲۰۰۵ کشف شد.